# Штрейтберг, Вильгельм
Вильгельм Штрейтберг (нем. Wilhelm Streitberg ; 23 февраля 1864, Рюдесхайм-ам-Райн, Гессен - 19 августа 1925, Лейпциг ) — немецкий лингвист, индоевропеист , один из основателей школы младограмматизма, основоположник индогерманистики, издатель Готской Библии, педагог, профессор, доктор философии.

## Биография
Учился в Лейпцигском университете, ученик Карла Бругмана и Эрнста Виндиша.
В 1909 году стал членом Баварской академии наук.
Работал с 1889 года профессором Фрибурского (Швейцария), с 1899 года – Мюнстерского, с 1909 года — Мюнхенского и с 1920 года Лейпцигского университетов.
Основные труды посвящены сравнительно-историческому германскому языкознанию; исследовал прагерманский, готский языки, издал готские тексты (параллельно с греческими оригиналами), снабдив комментарием и критическим аппаратом. Занимался вопросами общей индоевропеистики.
В 1908–1910 годах издал Готскую Библию. В этом издании готский текст был снабжен параллельным греческим текстом.
Основал в 1892 году совместно с К. Бругманом журнал «Indogermanische Forschungen».

## Избранные труды
- Urgermanische Grammatik, Hdlb., 1896;
- Die indogermanische Sprachwissenschaft, Hdlb., 1907;
- Die gotische Bibel, Bd 1—2, Hdlb., 1965.